# Salsi (entreprise)
Pour les articles homonymes, voir Salsi.
Salsi ou SC Salsi SA est une compagnie agroalimentaire roumaine spécialisée dans la confection de charcuterie. Salsi est basé dans la ville de Sinaia dans le judet de Prahova. SC Salsi SA a été fondé en 1991.

## Histoire
Vers 1885, un maçon italien du nom de Filippo Dozzi émigre en Roumanie et s'installe, avec sa famille, près de la carrière de Piatra Arsă dans l'ex-hameau de Poiana Țapului.
Filippo Dozzi n'était pas seulement maçon mais aussi charcutier. Il constate qu'à Sinaia les conditions météorologiques sont favorables pour la production de saucissons secs. En 1910, il décide d'acheter à Sinaia un bâtiment qui abritait un restaurant, une cave à vin et un hôtel, où il fonde sa société baptisée Întreprinderea individuală Filippo Dozzi. La production du salami de Sinaia commence, et il devient rapidement un succès et un produit de luxe. Filippo Dozzi commence à vendre son saucisson sous le nom de salam de iarnă (« salami d'hiver ») et lorsqu'il l'exporte vers l'empire austro-hongrois, le succès est tel que les charcuteries de Sibiu et de Szeged lui achètent sa recette : c'est l'origine d'une part, de l'appellation roumaine Salam de Sibiu, et d'autre part du salami hongrois d'hiver de Szeged. Une légende naît en Roumanie : le nom salam de Sibiu proviendrait du timbre des douanes austro-hongroises de Sibiu : c'est impossible car à l'époque, le nom officiel de cette ville était Hermannstadt ou Nagy-Szeben. La même légende nationaliste affirme que la dénomination « salami d'hiver » serait exclusivement roumaine, alors qu'en Hongrie, le nom téliszalámi signifie aussi « salami d'hiver ».
Après sa mort en 1943, Filippo Dozzi confie à son fils, Antonio Giuseppe Dozzi, la recette du salam de Sibiu. Ce dernier continuera le travail de son père jusqu'à la nationalisation de la société par l'État communiste en 1948. La société de production d'État Întreprinderea pentru industrializarea cărnii (« Entreprise pour l'industrialisation de la viande ») produit jusqu'à 120 tonnes par an et emploie entre 40-50 employés.
De 1967 à 1968, la société s'agrandit, la production a lieu toute l'année et atteint, selon les statistiques officielles, les 2 000 tonnes par an avec un effectif de 150 employés. En 1991, après la chute des régimes communistes en Europe, la société est privatisée et devient SC Salsi SA, avec un capital de 7 110 730 lei. SC Salsi SA appartient au groupe roumano-suisse Angst (ro) . Son produit phare reste le salam de Sibiu.